# Agrotis basigramma
Agrotis basigramma là một loài bướm đêm trong họ Noctuidae.